# Heterorrhina leonardi
Heterorrhina leonardi är en skalbaggsart som beskrevs av Raffaello Gestro 1891. Heterorrhina leonardi ingår i släktet Heterorrhina och familjen Cetoniidae. Inga underarter finns listade i Catalogue of Life.